# FPSO
FPSO (ang. Floating Production, Storage and Offloading) je morsko vodno plovilo, ki se uporablja za predelavo, hranjenje in odpravljanje nafte in drugih produktov. FPSO plovilo spremlje surovo nafto od bližnjih morskih vrtin ali pa preko podmorskega naftovoda, jo potem procesira (ali pa samo hrani) in jo naloži na tankerje ali pa pošlje po naftovodu (redko).
FPSO plovila se lahko namensko gradi, ali pa se predela stare naftne tankerje v FPSO. Plovilo, ki samo hranijo nafto in jo potem pošljejo naprej so znana kot "FSO" (floating storage and offloading vessel). Gradi se tudi plovila "FLNG" (floating liquefied natural gas), ki bodo črpale zemeljski plin, ga utekočinile in odložile na LNG tanker.
Nafto se črpa na morju že od poznih 1940ih. Sprva so vse ploščadi se "sedele" na morskem dnu. V 1970ih so začeli odkrivati nafto v globljih vodah in bolj oddaljenih lokacijah, zato so začeli uporabljati plavajoče platforme.
Prvi FPSO je bil Shell Castellon, zgrajen v Španiji leta 1977. Danes se uporablja več kot 200 plovil. Tehnologija na tem področju hitro napreduje. Sanha je prvo FPSO plovilo za utekočinjen naftni plin (LPG). Lahko shrani 135 000 m3 LPG-ja.